# Nordstjerneskolen
Nordstjerneskolen er Frederikshavns største skole med over 1000 elever.
Arbejdet med at opføre Nordstjerneskolen startede i september 2011, og byggesummen var på 190 millioner. I forbindelse med byggeriet blev der taget udgangspunkt i bæredygtige og energibesparende løsninger, og der blev gjort meget ud af at skabe inspirerende læringsmiljøer, hvor der bl.a. blev taget højde for forhold som lysindfald, akustik og luftkvalitet. Skolen åbnede i januar 2013 og afløste de tre skoler: Munkebakkeskolen, Hånbækskolen og Ørnevejens skole.